# Даниленко, Анатолий Степанович
Анатолий Степанович Даниленко (4 марта 1953, село Карапыши — 6 февраля 2021) — доктор экономических наук (1997), академик НААН, Председатель Государственного комитета Украины по земельным ресурсам (8 сентября 1999—18 августа 2005); профессор, заведующий кафедрой управления земельными ресурсами Национального аграрного университета; ректор Белоцерковского национального университета с 2008 года.
Председатель Черкасской областной государственной администрации (1998—1999).

## Биографические сведения
Родился 4 марта 1953 года (село Карапыши, Мироновский район, Киевской области):
- отец Степан Афанасьевич (1932—1998) — колхозник;
- мать Антонина Поликарповна (1928—2013) — колхозница;
- жена Валентина Петровна (1957) — председатель СООО «Агросвит»;
- дочь Елена (1979) — завкафедрой экономики Белоцерков. нац. аграр. университета;
- дочь Олеся (1982) — окончила юридический ф-т Киев. нац. университета им. Т.Шевченко, заместитель директора «Агротехсоюз».

По образованию — ветеринарный врач и учитель биологии. Закончил стационар Белоцерковского сельскохозяйственного института и, заочно Уманский педагогический институт им. П. Г. Тычины. Имеет учёную степень доктора экономических наук, академик НААН.
С 1981 года — председатель колхозов сел Яхни и Карапыши и пгт Мироновка.
Избирался депутатом Украины 2-го созыва в 1994—1998 годах, возглавлял комитет Верховной Рады Украины по вопросам агропромышленного комплекса, земельных ресурсов и социального развития села.
Был женат, имел двух дочерей.
За период работы ректором Белоцерковского национального аграрного университета сумел вывести из кризиса разрушенное учебно-опытное хозяйство в современное модельное хозяйство, которое служит базой практической подготовки студентов и повышения квалификации специалистов сельского хозяйство.
При его активном участии создано всеукраинское объединение «Молодёжь за евроинтеграцию», открыт информационный центр Евросоюза

## Образование
Белоцерковский с.-х. институт., вет. ф-т (1971—1976), ветеринарный врач; Уманский пед. институт (1980—1983), учит. биологии; кандидатская диссертация «Предпринимательство и сельская занятость (вопросы теории и практики)»; докторская диссертация «Развитие предпринимательства в АПК Украины (теоретико-прикладные аспекты)» (Николаев. с.-х. институт, 1997).

## Трудовая деятельность
Колхозник в селе Карапыши, после обучения в вузе и срочной воинской службы работал в этом же колхозе главным ветеринарным врачом.
Народный депутат Украины 2-го созыва с марта 1994 (1-й тур) до апреля 1998, Мироновский выб. окр. № 221, Киев. обл., выдвинут. СелПУ.
Председатель Комитета по вопросам АПК, земельных ресурсов и соц. развития села. Член фракции АПУ (до этого — группы «Аграрники Украины»). На время выборов: колхоз им. Щорса Мироновского района, председатель правл.; чл. СелПУ.
1-й тур: яв. 88,2 %, за 68,17 %. 5 суперн. (осн. — Дивнич Н. В., н. 1963, чл. СРП; Богуславская райгосадминистрация, зав. отдела образования, 1-й тур — 10,84 %).
В 1970—1971 годах — разнорабочий, колхоз им. Щорса Мироновского района.
С сентября 1971 по июль 1976 года — студент, Белоцерковский с.-г. институт.
С ноября 1976 по ноябрь 1977 года — служба в армии.
С ноября 1977 по 1981 год — гол. ветврач, колхоз им. Щорса Мироновского района.
С 1981 по февраль 1986 года — председатель правления, колхоз им. Куйбышева Мироновского района.
С февраля 1986 по октябрь 1991 года — председатель правления, колхоз им. Бузницкого Мироновского района.
С октября 1991 по май 1994 года — председатель, КСП «Карапыши» Мироновского района.
С мая 1994 по май 1998 года — Председатель Комитета по вопросам АПК, земельных ресурсов и соц. развития села, ВР Украины.
С мая по июнь 1998 года — председатель, КСП «Карапыши». С 11 июня 1998 по 8 сентября 1999 года — председатель, Черкасская облгосадминистрация
С 1991 года — председатель Крестьянского союза Киев. обл. Был чл. Высшего Совета СелПУ; гл. Киев. обл. орг. СелПУ (с 1993), чл. АПУ (декабрь 1996—2005); член Политсовета АПУ (с марта 2000).
Народный депутат СССР (1989—1991).
Член Комиссии по вопросам аграрной и земельной реформы при Президенте Украины (февраль 1995—февраль 1999); чл. Высшего эк. совета Президента Украины (июль 1997—ноябрь 2001); чл. Комиссии по вопросам аграрной политики при Президенте Украины (февраль 1999—ноябрь 2001). Академик Укр. академии наук нац. прогресса, академик НААН.
Госслужащий 1-го ранга (февраль 1999).

## Награды
Заслуженный работник сельского хозяйства Украины (1994). Орден «Знак Почета» (1987). Орден Святого Нестора Летописца (1999). Медаль «За заслуги» III ст. (2000). Серебряная медаль ВДНХ СССР (1986, 1988), золотая медаль ВДНХ СССР (1987). Орден «За заслуги» III ст. (март 2002). Почетная грамота КМ Украины (март 2003).

## Труды
Автор более 80 научных трудов:
- «Предпринимательство и новые формы занятости» (1996),
- «Развитие предпринимательства в АПК Украины (территориально-прикладные аспекты)» (1997),
- «Законодательное правовое поле деятельности. Товарные биржи сельскохозяйственного рынка в Украине» (1997),
- «Земельная реформа — шаг в третье тысячелетие» (2000),
- «Проблемы реформирования земельных отношений» (2000),
- «О новый Земельный кодекс Украины» (2000),
- «Моя Украина, верю в твое будущее» (кн.1, 2001; кн.2, 2003),
- «Формирование рынка земли в Украине» (2002),
- «Земельное законодательство Украины» (в 2 кн., 2002),
- «Нормативно-правовые акты по вопросам земельных отношений» (2003, соавт.),
- «Основные направления углубления земельных отношений в Украине» (2002),
- «О состоянии соблюдения законодательства Украины о выдаче государственных актов на право частной собственности на землю, сертификатов на земельную долю (пай) и их обращения; соблюдение законодательства Украины относительно выделения в натуре, использования и оборота земельных участков сельскохозяйственного назначения» (2003),
- «Состояние и перспективы нормативно-правового обеспечения земельной реформы» (2003),
- «Земельная реформа в Украине, проблемы и перспективы создания земельных банков»,
- «Основные положения Земельного кодекса в Украине»,
- «Управление воспроизведением и сохранением плодородия почвы в контексте устойчивого развития природопользования» и др.